# Acústico NYC
Acústico NYC é o quinto álbum ao vivo e em vídeo da banda de rock brasileira Capital Inicial, gravado em 6 de junho de 2015 em Nova Iorque, Estados Unidos, e lançado em CD e DVD em 18 de novembro do mesmo ano pela Sony Music. O álbum foi pensado como uma comemoração aos 15 anos de lançamento do álbum Acústico MTV: Capital Inicial, lançado em 2000.
O álbum traz três músicas inéditas, "A Mina", "Doce e Amargo" e "Vai e Vem". Destaque também para as regravações de "Tempo Perdido", da Legião Urbana, e "Me Encontra", da banda Charlie Brown Jr.. Falando em Charlie Brown Jr., o guitarrista Thiago Castanho é um dos músicos convidados que participam de todo o álbum e que acompanhou a banda durante a turnê do álbum. Também conta com as participações especiais de Lenine e Seu Jorge.
Sobre o projeto, o vocalista Dinho Ouro Preto diz que é algo completamente diferente do que o grupo costuma fazer. "Esse disco é peculiar, um ponto fora da curva. Quisemos pisar no freio e apresentar um show um pouco diferente, algo mais calmo, com violão e meio que um contraponto a tudo aquilo que a gente vinha fazendo, com CDs cada vez mais nervosos. Até mesmo para organizarmos com mais calma o nosso próximo trabalho, que já está sendo feito", afirmou.

## Faixas

#### CD 1
1. Ressurreição
2. A Mina
3. Mais
4. Depois da Meia-Noite
5. Como Devia Estar
6. Doce e Amargo
7. Respirar Você
8. O Lado Escuro da Lua
9. Coração Vazio
10. Olhos Vermelhos
11. Algum Dia

#### CD 2
1. Melhor do Que Ontem
2. Como Se Sente
3. Vai e Vem (part. Seu Jorge)
4. Belos e Malditos (part. Seu Jorge)
5. Á Sua Maneira (De Música Ligera) (part. Seu Jorge)
6. Vamos Comemorar
7. O Cristo Redentor
8. Não Olhe pra Trás (part. Lenine)
9. Tempo Perdido (part. Lenine)
10. Eu Nunca Disse Adeus
11. Me Encontra
12. Quatro Vezes Você

#### CD simples
1. Ressurreição
2. A Mina
3. Mais
4. Depois da Meia-Noite
5. Doce e Amargo
6. Respirar Você
7. O Lado Escuro da Lua
8. Olhos Vermelhos
9. Algum Dia
10. Melhor do Que Ontem
11. Como Se Sente
12. Vai e Vem (ft. Seu Jorge)
13. Belos e Malditos (ft. Seu Jorge)
14. Á Sua Maneira (De Música Ligera) (ft. Seu Jorge)
15. Vamos Comemorar
16. Não Olhe pra Trás (ft. Lenine)
17. Tempo Perdido (Legião Urbana cover) (ft. Lenine)
18. Eu Nunca Disse Adeus
19. Quatro Vezes Você

#### DVD
1. Welcome the Sky (Intro)
2. Ressureição
3. A Mina
4. Mais
5. Depois da Meia-Noite
6. Como Devia Estar
7. Doce e Amargo
8. Respirar Você
9. Lado Escuro da Lua
10. Coração Vazio
11. Olhos Vermelhos
12. Algum Dia
13. Melhor do Que Ontem
14. Como Se Sente
15. Vai e Vem (part. Seu Jorge)
16. Belos e Malditos (part. Seu Jorge)
17. À Sua Maneira (De Música Ligera) (part. Seu Jorge)
18. Vamos Comemorar
19. Cristo Redentor
20. Não Olhe pra Trás (part. Lenine)
21. Tempo Perdido (part. Lenine)
22. Eu Nunca Disse Adeus
23. Me Encontra
24. Quatro Vezes Você

## Créditos

#### Capital Inicial
- Dinho Ouro Preto: voz
- Yves Passarell: violão, vocal de apoio
- Flávio Lemos: baixolão
- Fê Lemos: bateria

#### Músicos de apoio
- Fabiano Carelli: violão, vocal de apoio
- Robledo Silva: teclados, vocal de apoio
- Liminha: violão, bandolim, slide guitar, eBow, produção musical
- Thiago Castanho: violão
- Marivaldo dos Santos: percussão